# Leon Diakon
Leon Diakon (gr. Λέων ο Διάκονος, ur. ok. 950 w Kaloe w Azji Mniejszej, zm. ok. 1000) – bizantyński diakon, historyk.

## Życiorys
W 986 towarzyszył cesarzowi Bazylemu II w wyprawie przeciw Bułgarom. Po roku 992 napisał w 10 księgach Historię. Przedstawił w niej dzieje cesarstwa bizantyńskiego od 959 do 976 roku. Dzieło zawiera cenne informacje dla historii Rusi oraz Bułgarii. Leon diakon swoim stylem naśladował Agatiasza Scholastyka i Teofilakta Symokattę. Praca była wzorem dla:  Jana Skylitzesa, Jana Zonarasa. Dzieło zachowało się w jednym rękopisie z XII wieku. Zachowały się także listy Leona Diakona oraz enkomium dla cesarza Bazylego II. 